# Astroid Boys
Astroid Boys est un groupe britannique de grime et punk hardcore, originaire de Cardiff, au Pays de Galles.

## Histoire

### 2012–2015
Leur style punk hardcore les amène à jouer dans les raves de Cardiff, où ils se produisent souvent aux côtés de leur « rival » MC Benji. Il est devenu évident que Traxx et Benji travaillaient bien ensemble, créant leur marque de fabrique de second chanteur. Un ami de longue date — et fan de metal — Harry est recruté pour assurer la batterie en direct, et depuis lors, le gang se dote d'une équipe sans cesse élargie, tant sur scène qu'en studio. À ses débuts, le groupe est soutenu par le projet de jeunesse Grassroots de Cardiff, qui a également contribué à lancer les carrières de Cerys Matthews, Stereophonics, Super Furry Animals et les Manic Street Preachers, entre autres.
En août 2012, le NME annonce qu'Astroid Boys jouerait au Freeze Festival de Londres en octobre de la même année, sur une affiche comprenant Mark Ronson, Grandmaster Flash et Zane Lowe.
En avril 2015, Astroid Boys figure sur la liste restreinte de Kerrang! des « dix nouveaux groupes qui tuent » en compétition pour une place sur la scène du Slam Dunk Festival de cette année-là. En novembre de la même année, le groupe fait partie des 35 candidats musicaux gallois retenus pour recevoir un soutien financier de la BBC Cymru Wales et du Arts Council of Wales via le fonds Launchpad créé dans le cadre du programme Horizons commun des organisations. Un mois plus tard, ils sont lauréats des Cardiff Music Awards en ligne, raflant les prix dans quatre catégories : meilleur groupe, meilleur concert, meilleur clip (pour Posted) et meilleur single/EP (pour CF10).

### 2016–2019
En janvier 2016, David Owens de Wales Online inclut Astroid Boys dans son article Sound of Wales 2016 : 12 groupes qui méritent l'attention pour l'année à venir.
Astroid Boys se forge une réputation pour ses performances impressionnantes dans les festivals, aux Reading and Leeds Festivals, au Download Festival et à T in the Park, ainsi que dans des festivals en Europe continentale, notamment le Block Party Festival (Allemagne) et le With Full Force Festival (Allemagne). En 2016, ils rejoignent Music for Nations, premier groupe à être signé par le label depuis plus de dix ans, et choisi pour être le groupe phare de la relance du label qui comprend une réédition de Bacon Dream et CF10 en vinyle transparent, avec leur premier album studio qui suivra au printemps 2017. Le groupe publiera également des séquences live de leur performance sur la scène Radio 1Xtra au Reading Festival 2016, que Jordan Bassett, blogueur du NME, qualifie de « show excitant et sans compromis ».
En janvier 2017, Astroid Boys fait l'objet du documentaire Generation Grime de BBC Radio 4 qui les suit lors de leur dernière tournée au Royaume-Uni. Astroid Boys rejoint Enter Shikari lors de leur tournée d'arènes au Royaume-Uni et en Europe en novembre et décembre 2017. 
À la fin de l'année 2018, Benji reste le seul membre fondateur du groupe, apportant une nouvelle formation pour les derniers concerts restants. Benji a depuis publié un tweet (maintenant supprimé) déclarant que maintenant que tous les membres originaux sont partis, Astroid Boys se dissoudra pour se concentrer sur sa carrière solo et sa famille. Le 10 décembre 2018, Astroid Boys est annoncé à l'affiche d'un prochain concert de soutien à l'indépendance du Pays de Galles, qui se déroule le 15 février 2019 et auquel participent des groupes et artistes tels que Charlotte Church, Gruff Rhys et Boy Azooga.
Le 6 janvier 2019, Benji annonce qu'après avoir terminé la prochaine tournée, le projet serait mis en pause « indéfinie ». 

## Discographie

### Albums studio
- 2017 : Broke

### EP
- 2013 : Bacon Dream
- 2015 : CF10